# خاکک عرب
عرب خاکک ، روستایی از توابع بخش رستم شهرستان ممسنی که در استان فارس ایران قرار دارد .
اصالت این طوایف به قبیله و عشیره (بنی سعید) و (بنی طرف) و زیدانی و ..... اصالتا" به عرب خوزستان برمیگردد و از طوایف خوشنام عرب میباشند. مردم این روستا به زبان عربی تکلم می کنند.
شغل
مردم این روستا صاحب زمین های مرغوب و مناسبی هستند و شغل آن ها کشاورزی از نوع (برنج و گندم) و دامداری(به ویژه گاو میش) می باشد.

## جمعیت[ویرایش]
این روستا در دهستان رستم سه قرار دارد و حدودا" جمعیت سه روستا عرب خاکک . عرب خنیمه سفلی و عرب خنیمه وسطی  نفر میباشد.